# Igglybuff
Igglybuff (japanski: ププリン Pupurin) jedan je od 1025 fiktivnih vrsta Pokémona iz medijske franšize Pokémon, skupa Pokémon videoigara, animiranih serija, manga stripova, knjiga, igraćih karata i drugih medija kojima je tvorac Satoshi Tajiri. Svrha je Igglybuffa u videoigrama, animiranoj seriji i manga stripovima, kao i svrha ostalih Pokémona, borba s divljim Pokémonima – neukroćenim stvorenjima koje igrači i likovi pronalaze dok kreću na razne avanture – i pripitomljenim Pokémonima drugih Pokémon trenera.
Igglybuffovo je ime nastalo na uzor njegovih evoluiranih oblika, Jigglypuffa i Wigglytuffa, odnoseći se na njihovu povezanost. Dio "Iggly-" rimuje se s "Jiggly-" i "Wiggly-", početnim dijelom imena njegovih razvijenih oblika; istovremeno, drugi dio "-buff" rimuje se s drugim dijelom imena njegovih razvijenih oblika, "-puff" i "-tuff".

Igglybuff i njegovi razvijeni oblici dijele slična imena u svim jezicima.

## Biološke karakteristike
Igglybuff nalikuje malenom ružičastom balonu. Njegovo je tijelo maleno i okruglo, s četiri malena uda, prekriveno mekanim ružičastim krznom. Na vrhu njegove glave nalazi se čuperak, a na njegovom čelu smještena je zavojita petlja koja se kreće u suprotnom smjeru od kazaljke na satu. Njegove su oči crvene boje, ne nalik njegovim razvijenim oblicima, koji imaju zelenkastoplave oči. Radi ovakvog izgleda, često ga se smatra najslađim od svih Pokémona. Istovremeno, njegov ga izgled čini slabim u očima mnogih trenera, poglavito zbog njegove veličine.
Poput njegovih evolucija, Jigglypuffa i Wigglytuffa, Igglybuffovo tijelo dijeli mnoge značajke balona. Veoma je mekano, gipko, rastezljivo i iz nekog razloga djeluje i miriše poput sljezova kolačića. Ovakva anatomija omogućuje mu skakutanje na velike udaljenosti, što je zapravo Igglybuffov prvenstveni način kretanja, jer je nezgrapan dok hoda na dvjema stražnjim nogama.
Iako i Igglybuff ima ozloglašeno umiljatu pjevačku sposobnost poput svojih evolucijskih oblika, njegove glasnice nisu u potpunosti razvijene. U slučaju da Igglybuff pjeva dulje vrijeme, njegovo će lice i tijelo poprimiti duboku nijansu ljubičaste boje kao rezultat naprezanja, što će kulminirati oštećenjem njegova grla i glasnica. Igglybuffova je navika koristiti čistu izvorsku vodu kako bi opustio svoje glasnice.

## U videoigrama
Igglybuff je jedna od Pokémon Beba uvedenih u drugoj generaciji Pokémon videoigara (Pokémon Gold, Silver i Crystal). Nerazvijeni je oblik Jigglypuffa, i dijeli slične značajke u statistikama poput svog razvijenog oblika, iako u nešto manjim iznosima. Nemoguće ga je pronaći u divljini u navedenim igrama.
U četvrtoj generaciji Pokémon videoigara (Pokémon Diamond i Pearl), Igglybuff je postao dostupan u divljini.

## U animiranoj seriji
Igglybuff je prikazan u epizodi "Same Old Song and Dance" Pokémon animirane serije u kojem su dva Igglybuffa dio pjevačke i plesne točke jednog umjetnika. Divlji Jigglypuff koji se često pojavljuje u Pokémon animiranoj seriji postaje ljubomoran na pažnju koju dva Igglybuffa dobivaju. 
U još jednoj epizodi, Ash Ketchum promatra reklamu na kojoj je jedan od prisutnih Pokémona Igglybuff.
Tijekom Advanced Challande epizoda, Ash želi izazvati Normana, Vođu dvorane grada Petalburga, na borbu. No drugi trener postaje ljut, smatrajući kako Ash nije dostojan borbe s Normanom, te izaziva Asha na dvoboj. Jedan od trenerovih Pokémona je i Igglybuff.
U kratkometražnom filmu "Pichu and Pikachu", jedan od članova kluba Pichu braće je i Igglybuff.